# Abbaye du Staffelsee
L’abbaye du Staffelsee est une ancienne abbaye bénédictine sur l'île de Worth (de) dans le Staffelsee (de), territoire de la commune de Seehausen am Staffelsee, dans le Land de Bavière.

## Histoire
L'abbaye est fondée vers 740 par les frères nobles Waldram, Eliland et Landfrid de la famille Huosi (de). L'abbaye est historiquement illustrée, entre autres, par l'inventaire du Staffelsee (de), rédigé à l'époque de Charlemagne et qui constitue l'une des sources les plus importantes de l'histoire économique de la période carolingienne. Vraisemblablement, le monastère est détruit par les Hongrois au Xe siècle. Une reconstruction d'au moins l'église est assurée, mais non documentée. Au XIe siècle au plus tard, il n'y a plus de monastère sur l'île. Cependant il y a une église paroissiale Saint-Michel jusqu'en 1773 sous la gestion de l'abbaye d'Ettal, elle est ensuite démantelée et les pierres réutilisées pour la nouvelle église paroissiale Saint-Michel (de).